# Giovanni Pinza
Giovanni Pinza (Roma, 1872 – Roma, 1940) è stato un archeologo e paletnologo italiano.

## Biografia
Tra i più importanti studiosi ad occuparsi delle antichità della Sardegna, dell'Etruria e del Lazio preistorico e protostorico, si distinse anche, in ambito "filologico", per i primi tentativi di restauro del materiale raccolto condotti con criteri scientifici (carro da guerra di Roma Vecchia).
S'interessò, inoltre, del circuito delle Mura serviane a Roma, di cui propose una datazione "ribassista" al IV secolo a.C.
Del 1905 è la sua opera più importante, la colossale monografia Monumenti primitivi di Roma e del Lazio antico, in cui fece confluire i frutti delle sue decennali ricerche in materia, gettando - in un vero e proprio corpus - le basi cronologiche e tipologiche della protostoria laziale. Sul tema egli tornerà nuovamente con una serie di contributi scientifici fra il 1912 ed il 1915.
La sua figura di studioso è legata principalmente al tentativo di catalogazione retrospettiva e sistematica (con dati topografici) dell'enorme mole di materiali protostorici provenienti dai corredi della necropoli dell'Esquilino, che, apparsa sul finire del XIX secolo durante l'edificazione del nuovo quartiere Esquilino a Roma, non fu investigata con il necessario rigore scientifico per la fretta di costruire e gli interessi delle compagnie fondiarie. Il Pinza, respingendo le teorie evoluzionistiche di Luigi Pigorini e di Oscar Montelius, propose tre fasi cronologiche di frequentazione della necropoli (prima età del Ferro, seconda età del Ferro o età Orientalizzante, età repubblicana), che furono in seguito riviste e notevolmente ampliate da Einar Gjerstad, Hermann Müller-Karpe e Renato Peroni.

## Opere
- (1896). Scavi di Vetulonia. Bullettino di Paletnologia Italiana (BPI) 22: pp. 109–169.
- (1897). Sulla mura romane attribuite all'epoca dei Re. Bullettino della Commissione archeologica comunale di Roma (BCAR) 25: pp. 228–261.
- (1898). Scavi nel territorio falisco. BPI 24: pp. 47–64, 110-143.
- (1901). Monumenti primitivi della Sardegna. Monumenti antichi dei Lincei 11.
- (1901). Scavi di Vetulonia. BPI 27: pp. 164–192.
- (1902). Escursione archeologica a Castelluccio di Pienza nella provincia di Siena. BPI 28: pp. 44–51.
- (1904). I bronzi figurati della Sardegna. BPI 30: pp. 200–226.
- (1905). Monumenti primitivi di Roma e del Lazio antico. Monumenti antichi dei Lincei 15.
- (1905). Il Comizio romano nella età repubblicana ed i suoi monumenti. Annali della Società degli ingegneri e degli architetti italiani (2).
- (1907). Studi di architettura e di topografia romana. L'angolo sud-ovest del Palatino. Annali della Società degli Ingegneri ed Architetti Italiani (1): pp. 3–53.
- (1912). Monumenti paleoetnologici raccolti nei Musei comunali. BCAR 40: pp. 15–102, tavv. III-VI.
- (1914). Le vicende della zona esquilina fino ai tempi di Augusto. BCAR 42: pp. 117–176, tavv. V-VI.
- (1915). Materiali per la etnologia antica toscano-laziale, Milano, Hoepli.
- (1911). Il vestiario e la acconciatura delle donne nei tempi omerici, Nuova Antologia. (Donne alla moda ai tempi di Omero, Tiemme edizioni)
- Storia delle civiltà antiche d'Italia (paletnologia) dalle origini al V secolo a.C., Milano, Hoepli, 1923.
- Storia della civiltà latina dalle origini al sec. V a.C., pubblicata sotto gli auspici della Pontificia Accademia romana di archeologia, 4 voll., Roma, Tipografia Agostiniana, 1924-1932.